# دانیله دانزا
دانیله دانزا (ایتالیایی: Daniele D'Anza؛ ‏ زادهٔ ۲۰ آوریل ۱۹۲۲ – ۱۲ آوریل ۱۹۸۴) یک فیلم‌نامه‌نویس، و کارگردان اهل ایتالیا بود.
از فیلم‌های او می‌توان به زن اغواگر اشاره کرد.